# Escuela Universitaria de Artes TAI

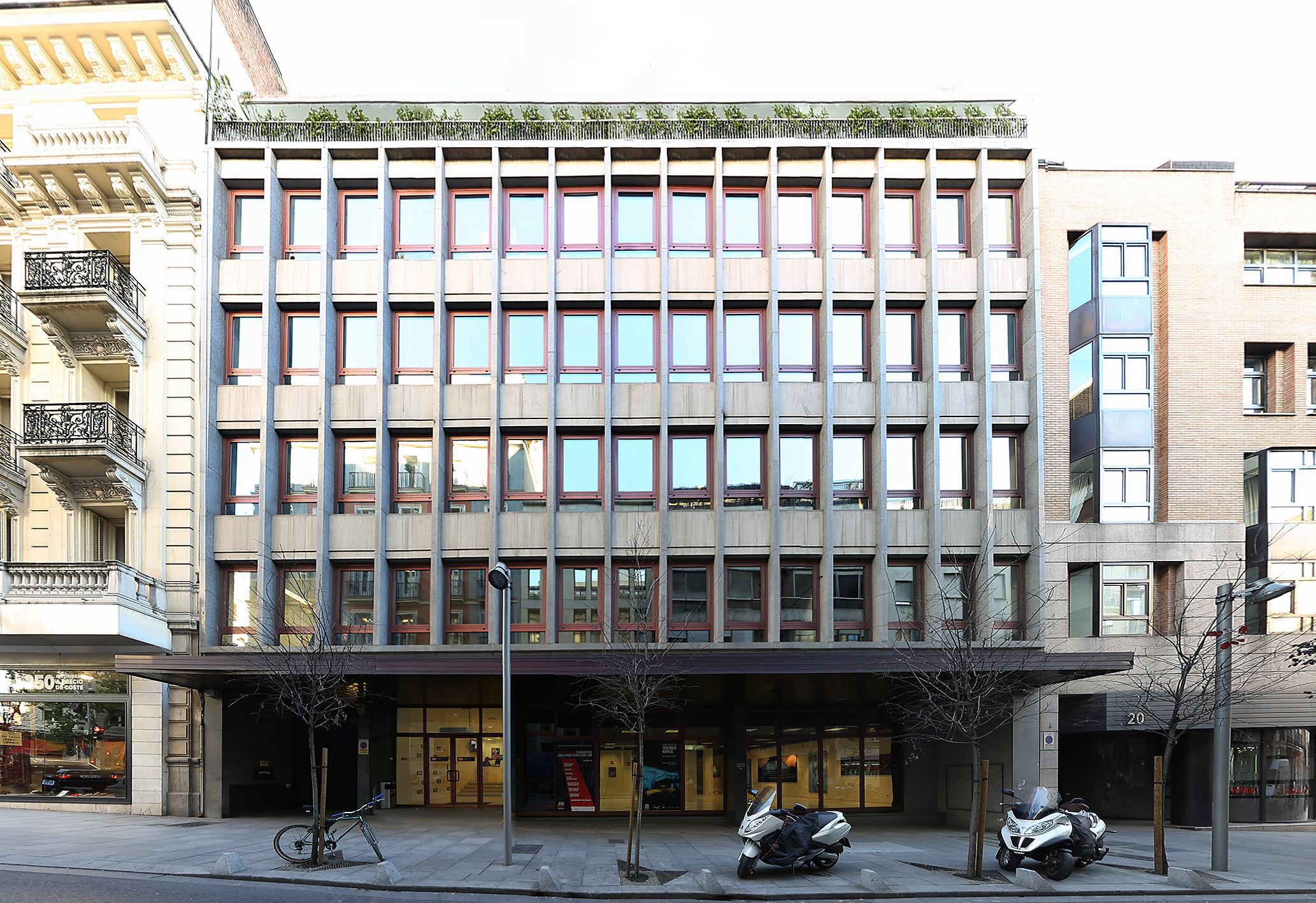
Edificio en calle Recoletos, Madrid.

La Escuela Universitaria de Artes TAI es un Centro Universitario adscrito a la Universidad Rey Juan Carlos (URJC) desde el año 2012. Fue fundada en 1973 y se ubica en Madrid, España.
Es una institución pionera en España e Hispanoamérica en su apuesta por la integración de las artes (Música, Artes Escénicas, Cine y TV, Postproducción, Fotografía, Diseño Digital, Diseño de Moda y Bellas Artes) en el ámbito académico.
Es un centro autorizado de la Comunidad de Madrid, miembro de The European League of Institutes of the Arts, red con más de 250 miembros en 47 países, y colabora en el programa Erasmus+ de la Unión Europea.

## Historia
TAI fue fundada en 1971 por el cineasta Joaquín Hidalgo y la productora Pilar Ruiz Moreno, primera mujer productora audiovisual en ser miembro de FAPAE (Federación de Asociaciones de Productores Audiovisuales Españoles) junto a un grupo de profesionales de otras artes. 

#### Taller de Artes Imaginarias
En sus inicios TAI se constituyó como un Taller de Artes Imaginarias en un local de la calle San Mateo, donde además de las clases y experimentaciones artísticas, se llevaban a cabo tertulias, charlas y proyecciones. 

#### Escuela Universitaria de Artes
En 1996 TAI se trasladó a una sede ampliada en la calle Serrano Anguita, donde alcanzó el estatus de Escuela Universitaria de Artes, siendo la primera institución en España en impartir Grados Oficiales en Música y Artes Escénicas. Estas dos disciplinas se incorporan por primera vez al ámbito universitario en España, con el reconocimiento del Espacio Europeo de Educación Superior (EEES). 

#### Sede Actual
La sede actual, de más de diez mil metros cuadrados, se encuentra desde el año 2012 en la calle Recoletos, números 22 y 23, justo en la bocacalle con la calle de Serrano, y muy cerca del parque del Retiro, en el centro cultural de Madrid.

#### Antiguos alumnos destacados
En TAI se han formado más de treinta mil profesionales de las industrias culturales y, fundamentalmente, audiovisuales, a lo largo de más de medio siglo. Entre los antiguos alumnos de TAI se encuentran los cineastas Daniel Calparsoro, Juan Carlos Fresnadillo, Claudia Llosa, Alejandro Toledo, Raquel López y Álex Pina, el actor y director Daniel Guzmán, el actor Rodolfo Sancho, los productores José Manuel Lorenzo, Santiago García Galván e Ignacio Charrabe, las cantantes Diana Navarro y Ani Queen (Ana Domínguez Fernández), y la bajista de la banda Ginebras Raquel López, el documentalista Víctor Moreno, el periodista y guionista Nacho Carretero, la escritora Esther García Llovet, la actriz, cantante y bailarina Natalia Millán o las actrices Alexandra Jiménez, Norma Ruiz y Aia Kruse, entre otros muchos alumni.

## Estudios
En la Escuela de Artes TAI se imparten Grados Oficiales Universitarios en 4 áreas artísticas: Cine y Series, Artes Visuales y Creación Digital, Música y Artes Escénicas. 
Entre los títulos propios se encuentran las Diplomaturas de 2 años en Cine, Actuación Escénica y Audiovisual, Creación y Producción Musical, Digital Arts, Diseño y Creación de Videojuegos y Creación Audiovisual para Medios Digitales.  
Asimismo, se ofertan masteres propios en Dirección de Cine y Series TV, Guion de Cine y Series TV, Dirección de Fotografía y Cámara, Producción de Cine y Series TV, Montaje y Postproducción, Dirección Artística de Cine y Series TV, Teatro Musical, Actuación de Teatro, Cine y Series TV, Fotografía Artística y Documental, Fotografía de Moda y Comunicación, Songwriting y Producción Musical.
Han impartido clases y talleres cineastas como David Lynch, David Fincher, John Waters, Alejandro Amenábar, Pablo Berger, Gaspar Noé, actrices como Julie Delpy o músicos como Gustavo Santaolalla, entre otros muchos.

## Instalaciones
Las instalaciones suman más de 14.000 metros cuadrados e incluyen estudios profesionales de música, salas de danza y canto, un auditorio con capacidad para 150 personas y 6 platós insonorizados y dotados de equipamiento para el desarrollo de rodajes, shootings e instalaciones.